# Гармаш-Роффе, Татьяна Владимировна
Татья́на Владимировна Гарма́ш-Роффе́ (род. 4 ноября 1959, Москва) — российская писательница, работающая в жанре психологического детектива. Первые романы написала под псевдонимом Татьяна Светлова.

## Биография
Родилась и выросла в Москве. Мать — актриса, позже телевизионный режиссер, с детства ввела дочь в мир театра.
Училась в средней школе № 201 имени Зои и Александра Космодемьянских Ленинградского района Москвы. Русский язык и литературу Татьяне Гармаш преподавала Заслуженный учитель школы РСФСР З. Н. Кулакова.
Окончила филологический факультет Московского государственного университета им. Ломоносова (МГУ).
После окончания университета Татьяна Гармаш работала преподавательницей русского языка для иностранцев в московском ВУЗе, работала также журналисткой и театральным критиком.
В 1994 году вышла замуж за француза Клода Роффе и переехала с семьёй во Францию. Во Франции, не имея возможности продолжать заниматься театральной критикой, она нашла новое применение своей потребности в творчестве — стала писать романы.
С 1998 года — постоянный автор издательства «Эксмо».

## Романы
1. «Тайна моего отражения» − 1999
2. «Шантаж от Версаче» — 1999
3. «Частный визит в Париж» — 2000
4. «Голая королева» (новая редакция романа «Любовь без памяти») — 2001
5. «Шалости нечистой силы» — 2001
6. «Ведьма для инквизитора» — 2002
7. «Роль грешницы на бис» — 2003
8. «Вечная молодость с аукциона» — 2004
9. «Ангел-телохранитель» — 2004
10. «Королевский сорняк» — 2005
11. «Мёртвые воды московского моря» — 2006
12. «Е. Б. Ж.» — 2007
13. «Тринадцать способов ненавидеть» — 2007
14. «Уйти нельзя остаться» — 2008
15. «Расколотый мир» — 2008
16. "Ведь я ещё жива — 2009
17. «Чёрное кружево, алый закат» — 2009
18. «Ягоды страсти, ягоды смерти» — 2010
19. «Вторая путеводная звезда» — 2010
20. «Золотые нити судьбы» — 2011
21. «Властитель женских душ», сб. рассказов — 2011
22. «Укрыться в облаках» — 2012
23. «И нет мне прощения» — 2012
24. «Сердце не обманет, сердце не предаст» — 2013
25. «Силы небесные, силы земные» — 2014
26. «Легкое дыхание лжи» — 2014
27. «Завещание с того света» — 2016
28. «Светлый лик, тёмный след» — 2017
29. «Наука страсти нежной» — 2018
30. «Отрубить голову дракону» — 2019